# Biljettsystem
Ett biljettsystem är ett integrerat elektroniskt system för att skapa och kontrollera/verifiera biljetter. Moderna biljettsystem är webbaserade, distribuerar biljetten elektroniskt och har teknik för maskinell avläsning.
Exempel på avläsningstekniker är:
- NFC (Near Field Communication, närfältskommunikation), RFID i mobiltelefonen
- QR-kod, 2D-streckkod som förutom på papper kan visas i (och avläsas) av mobiltelefoner.
- Streckkod 1D, som skrivs ut på papper av biljettköparen och avläses vid biljettkontroll.
- RFID-kort, som köparen redan har och till vilka man kan "ladda" en ny elektronisk biljett.